# Iwan Iwanowitsch Janschul

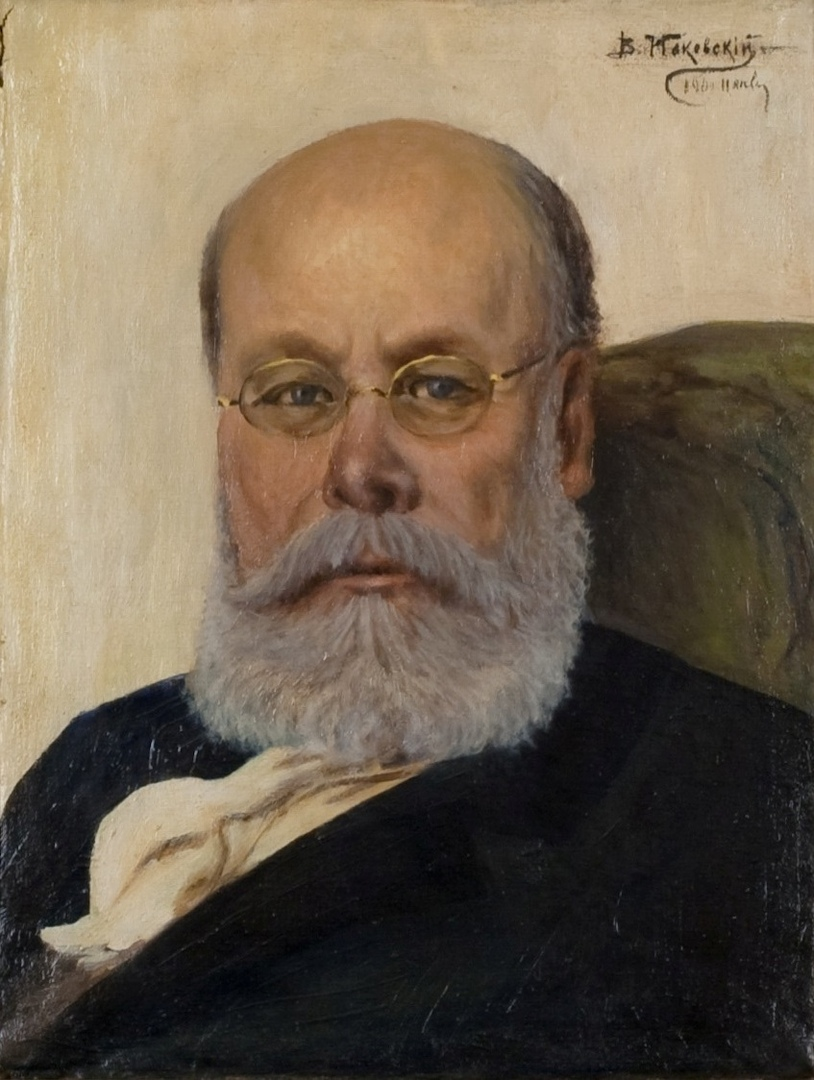
Iwan Iwanowitsch Janschul (W. J. Makowski, 1908, Literatur-Museum Puschkinhaus (Sankt Petersburg))

Iwan Iwanowitsch Janschul (russisch Иван Иванович Янжул; * 2. Junijul. / 14. Juni 1846greg. in Janschulowka, Gouvernement Kiew; † 18. Oktoberjul. / 31. Oktober 1914greg. in Wiesbaden) war ein russischer Ökonom und Hochschullehrer.

## Leben
Janschul stammte aus einer hetmanatischen Adelsfamilie. Nach dem Abschluss am Gymnasium Rjasan 1864 begann er das Studium an der Kaiserlichen Universität Moskau (IMU) in der Juristischen Fakultät. Seine Mittel waren beschränkt, und als sein Vater starb, musste er sein Studium unterbrechen, um die Familie zu unterstützen, und 1865–1866 Stunden in Rschew nehmen, wo er John Stuart Mills Politökonomie und Adolphe Quetelets Soziophysik kennenlernte. 1869 schloss Janschul das Studium als Kandidat der IMU abs.
Der Finanzrechtler Fjodor Bogdanowitsch Milhausen ermutigte Janschul, an der Universität zu bleiben. 1872–1873 hörte Janschul Vorlesungen an den Universitäten Leipzig (Wilhelm Roscher und Georg Friedrich Knapp), Heidelberg und Zürich und arbeitete in London in der Bibliothek des Britischen Museums an seiner Dissertation. 1873 heiratete er Jekaterina Nikolajewna Weljaschewa (1855–nach 1927), die dann seine Assistentin war. 1874 verteidigte er an der IMU mit Erfolg seine Dissertation über die englischen indirekten Steuern in Form der Akzise für die Promotion zum Magister.
1874 wurde Janschul zum Dozenten am Lehrstuhl für Finanzrecht der IMU ernannt. 1876 wurde er mit seinem Werk über den englischen Freihandel, die geschichtliche Entwicklung der Ideen des freien Wettbewerbs und den Beginn der staatlichen Intervention zum Doktor der Wissenschaften promoviert. Im Herbst 1876 wurde er zum Ordentlichen Professor der IMU gewählt. Er hielt Vorlesungen über Finanzrecht und Polizeirecht die sehr beliebt waren. Er war streng und reizbar. Aufgrund seiner Herkunft aus ärmlichen Verhältnissen hatte er Vorurteile gegen prächtig gekleidete reiche Studenten, so dass reiche Studenten für die Prüfungen bei Janschul sich ärmliche Kleidung liehen.
Besonders bekannt wurde Janschul durch seine Tätigkeit als Fabrikinspektor. 1882 war das erste einer Reihe von Gesetzen verabschiedet worden, die die gegenseitigen Beziehungen von Arbeitern und Fabrikbesitzern regelten. Es wurden fünf Stellen für Fabrikinspektoren eingerichtet, die die Einhaltung der Gesetze überwachen sollten und von denen einer der Oberinspektor war. Bis 1884 wurden die Oberinspektorenstelle und die Bezirksinspektorenstellen Moskau und Wladimir besetzt. Janschul war der Moskauer Bezirksfabrikinspektor. Die Berichte der Fabrikinspektoren beschrieben detailliert die Arbeitsbedingungen, und ihre Veröffentlichung erregte in den ersten Jahren eine große Aufmerksamkeit. Hochbezahlte Ökonomen wie Janschul und Alexander Iwanowitsch Tschuprow übernahmen die harte schlechtbezahlte Arbeit des Fabrikinspektors aus ideellen Gründen, um trotz der Widerstände der Besitzer der Fabriken, deren Adressen teilweise unbekannt waren, in die Fabriken eindringen und gesetzwidrige Arbeitsbedingungen, beispielsweise nächtliche Kinderarbeit, feststellen zu können. Für seine Studie über das Fabriklebens in der Moskauer Provinz erhielt Janschul die Große Goldmedaille der Kaiserlichen Geographischen Gesellschaft. 1886 beteiligte er sich an der Untersuchung der Industrie im Königreich Polen, die dann veröffentlicht wurde. Auch war er an der Ausarbeitung der weiteren Fabrikgesetze beteiligt. 1887 gab er das Bezirksfabrikinspektorenamt ab.
1883 wurde Janschul zusammen mit Alexander Iwanowitsch Tschuprow und dem Geschäftsführer der Statistik-Abteilung der Moskauer Stadtduma M. J. Bogdanow Mitglied der Kommission für die Erstellung einer Satzung für die nach Turgenjew zu benennende erste öffentliche kostenlose städtische Bibliothek. Vorsitzende der Kommission war die Mäzenin Warwara Alexejewna Morosowa, die für die Errichtung dieser Bibliothek 10.000 Rubel gestiftet hatte. 1884 beschloss die Stadtduma die Einrichtung dieser Bibliothek mit Lesesaal in Moskau und genehmigte die Satzung.
Janschul wurde 1893 zum Korrespondierenden Mitglied und 1895 zum Vollmitglied der Kaiserlichen St. Petersburger Akademie der Wissenschaften gewählt.
Für seine 1893 erschienene Studie über die Grundprinzipien der Finanzpolitik und die Staatseinnahmen wurde Janschul in der Akademie der Wissenschaften mit dem Greigh-Preis ausgezeichnet. Janschul verfasste eine Reihe von Monografien und viele wissenschaftliche und populärwissenschaftliche Aufsätze. 1898 wurde er Redakteur der Abteilung für Politökonomie und Finanzen des Brockhaus-Efron. Er war ein bedeutender Vertreter der russischen Staatssozialismus-Schule und stand der deutschen Historischen Schule der Nationalökonomie und des Rechts nahe. Er verfasste die erste Studie über Bismarck und den Staatssozialismus. Er war befreundet mit dem Mathematiker Nikolai Wassiljewitsch Bugajew, dessen Sohn Andrei Bely von Janschuls Persönlichkeit sehr beeindruckt war. 1898 übergab Janschul aus seiner Büchersammlung der Bibliothek der IMU 9780 Bände über Theorie und Geschichte des Rechts, der Ökonomie und der Statistik. Im selben Jahr wurde er als Verdienter Professor der IMU geehrt.
Janschul starb in Wiesbaden, da es ihm nicht gelungen war, rechtzeitig vor Beginn des Ersten Weltkriegs nach Russland zurückzukehren.